# Miyuki Kano
Miyuki Kano (狩野 美雪, Kano Miyuki) est une joueuse japonaise de volley-ball née le 17 mai 1977 dans la ville Mitaka située dans la banlieue ouest de Tōkyō. Elle mesure 1,74 m et joue réceptionneuse-attaquante. Elle totalise 14 sélections en équipe du Japon.

## Clubs
| Club              | Pays  | De        | À         |
| ----------------- | ----- | --------- | --------- |
| Mobara Alucas     | Japon | 2000-2001 | 2005-2006 |
| Hisamitsu Springs | Japon | 2006-2007 | …         |

## Palmarès
- Championnat du Japon (1)
  - Vainqueur : 2007